# 5296 Фрідріх
5296 Фрідріх (5296 Friedrich) — астероїд головного поясу, відкритий 17 жовтня 1960 року.
Тіссеранів параметр щодо Юпітера — 3,204.